# حمله روبات‌ها
حمله روبات‌ها (انگلیسی: Attack of the Robots) با نام اصلی کارت‌های روباز (اسپانیایی: Cartas boca arriba‎) یک فیلم جاسوسی اسپانیایی-فرانسوی به کارگردانی خسوس فرانکو است که در سال ۱۹۶۶ منتشر شد. از بازیگران فیلم می‌توان به ادی کنستانتین، فرانسوا برایون و فرناندو ری اشاره کرد.